# Caconemobius daitoensis
Caconemobius daitoensis är en insektsart som först beskrevs av Oshiro 1986.  Caconemobius daitoensis ingår i släktet Caconemobius och familjen syrsor. Inga underarter finns listade i Catalogue of Life.